# FIDE-Meister
FIDE-Meister (Abkürzung FM) ist ein Titel für schachliche Leistungen, der durch den Weltschachbund FIDE auf Lebenszeit verliehen wird und der unterhalb der Titel Großmeister und Internationaler Meister angesiedelt ist. Es gibt den allgemeinen FM-Titel, der sowohl an Männer als auch an Frauen verliehen werden kann, und den FIDE-Meister-Titel für Frauen (WFM).

## Titelvoraussetzungen
Um FIDE-Meister zu werden, muss man mindestens eine internationale Elo-Zahl von 2300 besitzen (2100 für den WFM-Titel der Frauen). Für die Registrierung des Titels muss zum Beispiel in Deutschland eine Gebühr von derzeit 87,50 Euro an die FIDE entrichtet werden.
Unabhängig von diesen Kriterien wird der FM-Titel automatisch von der FIDE an Spieler verliehen, die einen der folgenden Erfolge erreichen:
1. Mindestens 65 % bei einer Schacholympiade (aus mindestens neun Partien), Mannschaftswelt- oder -kontinentalmeisterschaft (aus mindestens sieben Partien),
2. Gewinn einer Amateurweltmeisterschaft,
3. zweiter oder dritter Platz bei einer Jugendweltmeisterschaft in der Altersklasse U18 oder U16,
4. Gewinn einer Jugendweltmeisterschaft in der Altersklasse U14 oder U12,
5. zweiter oder dritter Platz bei einer Seniorenkontinentalmeisterschaft,
6. zweiter oder dritter Platz bei einer Jugendkontinentalmeisterschaft in der Altersklasse U20 oder U18,
7. Gewinn einer Jugendkontinentalmeisterschaft in der Altersklasse U16, U14 oder U12,
8. mindestens 65 % aus mindestens neun Partien bei einer Subkontinentalmeisterschaft,
9. zweiter oder dritter Platz bei der Commonwealth-Meisterschaft, der Weltmeisterschaft der IBCA, des ICCD oder der IPCA
10. Gewinn der Jugendweltmeisterschaft der IBCA, des ICCD oder der IPCA

Aktuell (Stand: November 2024) tragen mehr als 9000 Spieler diesen Titel.

## Entstehung
Der allgemeine Titel wurde 1978, der Frauen-Titel 1980 eingeführt. Die ersten 22 Spieler erhielten den Titel beim FIDE-Kongress 1979 verliehen. Seit 1990 gibt es auch FIDE-Meister der Schachkomposition, ein Titel, der von der World Federation for Chess Composition vergeben wird.